# Alejandro Rebollo Álvarez-Amandi
Alejandro Rebollo Álvarez-Amandi (Madrid, 5 de noviembre de 1934 - ibídem, 11 de marzo de 2015) fue un abogado y político español.

## Biografía
Nació el 5 de noviembre de 1934 en Madrid, pero su familia era oriunda de Oviedo. Tras licenciarse en Derecho por la Universidad de Oviedo en 1956, ingresó por oposición en el Cuerpo de Intervención Militar del Ejército de Tierra y, a continuación, en el de Técnicos Fiscales del Estado. Participó como abogado en el consejo de guerra celebrado en abril de 1963 contra el dirigente comunista Julián Grimau. Fue secretario general de RENFE entre 1973 y 1976 y, después, presidente, de 1980 a 1982; director general de la Vivienda, entre 1976 y 1977; director general de Correos, entre 1977 y 1978, y subsecretario de Transportes y Comunicaciones entre 1978 y 1980. Perteneció a la Unión de Centro Democrático y posteriormente se unió al Centro Democrático y Social, del que fue presidente en Asturias y por él fue diputado durante dos legislaturas, entre 1986 y 1993. Fue miembro de la Real Academia Asturiana de Jurisprudencia y recibió la Encomienda de la Orden del Mérito Civil, la Cruz del Mérito Militar y la Gran Placa de la Orden Civil del Mérito Postal. Falleció en su ciudad natal el 11 de marzo de 2015, a los 80 años.
Era hermano de José Luis Rebollo Álvarez-Amandi, fiscal antidroga de Asturias.